# Heilmann (Familienname)
Heilmann ist ein deutscher Familienname.

## Namensträger

### A
- Adam Heilmann (1860–1930), deutscher Theologe
- Aimo Heilmann (* 1974), deutscher Schwimmer
- Albert Heilmann (1886–1949), deutscher Bauunternehmer
- Annegret Heitmann (* 1952), deutsche Skandinavistin
- Anton Paul Heilmann (1850–1912), österreichischer Maler und Illustrator
- Aqqaluk Heilmann (* 1974), grönländischer Politiker (Atassut)
- Arent Christopher Heilmann (1781–1830), dänischer Kaufmann und Inspektor von Grönland
- Astri Heilmann (1934–1991), dänische Künstlerin und Lehrerin

### C
- Christa Heilmann (* 1946), deutsche Sprechwissenschaftlerin
- Christoph Heilmann (* 1936), deutscher Kunsthistoriker

### E
- Ernst Heilmann (Bildhauer) (1877–1969), deutscher Bildhauer
- Ernst Heilmann (1881–1940), deutscher Politiker (SPD), MdR

### F
- Finn Heilmann (1965–2011), grönländischer Gewerkschafter
- Friedrich Heilmann (Politiker, 1886) (1886–1933), deutscher Verwaltungsbeamter und Politiker (SPD), MdL Hessen-Nassau
- Friedrich Heilmann (Politiker, 1892) (1892–1963), deutscher Journalist und Politiker (KPD, SED), MdL Thüringen
- Friedrich Heilmann (Politiker, III), deutscher Politiker (Bündnis 90/Die Grünen)

### G
- Gabriel Heilmann (1751–1806), deutscher Arzt und Botaniker sowie Hochschullehrer
- Georg Heilmann (1892–1981), deutscher Verwaltungsjurist
- Georg Friedrich Heilmann (1785–1862), Schweizer Politiker, Offizier und Maler
- Gerhard Heilmann (1859–1946), dänischer Künstler und Paläontologe

### H
- Hans Heilmann (1859–1930), deutscher Journalist und Autor
- Hans-Dieter Heilmann (1943–2019), deutscher Historiker
- Harald Heilmann (1924–2018), deutscher Komponist
- Harry Heilmann (1894–1951), US-amerikanischer Baseballspieler
- Hartmann Heilmann (* 1974), grönländischer Politiker (Partii Naleraq)
- Heidi Heilmann (1934–2020), deutsche Wirtschaftsinformatikerin und Hochschullehrerin
- Herbert Heilmann (1922–1998/1999), deutscher Fagottist
- Horst Heilmann (Widerstandskämpfer) (1923–1942), deutscher Widerstandskämpfer
- Horst Heilmann (Maler) (* 1944), deutscher Maler

### I
- Irmgard Heilmann (1919–1993), deutsche Verlegerin und Schriftstellerin

### J
- Jakob Heilmann (um 1475–1523/1524), deutscher Architekt und Baumeister, siehe Jacob Haylmann
- Jakob Heilmann (1846–1927), deutscher Bauunternehmer
- Jakob-Adolf Heilmann (1888–1949), deutscher Politiker (NDPD)
- Jan Heilmann (* 1984), evangelischer Neutestamentler
- Jean-Gaspard Heilmann (1718–1760), französischer Maler
- Jean-Jacques Heilmann (1853–1922), französischer Ingenieur
- Johann Heilmann (1825–1888), deutscher Generalleutnant und Militärhistoriker
- Johann Heilmann (Ammeister) († 1419), Ammeister in Straßburg
- Johann David Heilmann (1727–1764), deutscher Theologe, Philologe und Hochschullehrer
- Josua Heilmann (1796–1848), elsässischer Techniker und Erfinder
- Julia Heilmann (* 1975), deutsche Autorin

### K
- Karl Heilmann (Pastor) (1892–1958), grönländischer Pastor und Schriftsteller
- Karl Heilmann (Politiker) (1900–1951), deutscher Politiker (CSU)
- Karl Heilmann (Katechet) (1914–1998), grönländischer Katechet, Politiker, Richter, Musiker und Genealoge
- Klaus Braun-Heilmann (* 1944), deutscher Textilkünstler

### L
- Ludwig Heilmann (1903–1959), deutscher Generalmajor
- Luigi Heilmann (1911–1988), italienischer Linguist
- Lutz Heilmann (* 1966), deutscher Politiker (PDS/Die Linke)

### M
- Mackie Heilmann (* 1978), deutsche Schauspielerin und Sängerin
- Magdalena Heilmann (1894–1986), Sozialarbeiterin, Mitbegründerin der AWO und Widerstandskämpferin gegen das NS-Regime
- Margarete Heilmann (Pseudonym Käthe Helmer, 1871–?), deutsche Schriftstellerin
- Maria Heilmann (1887–1969), Heimatforscherin
- Mary Heilmann (* 1940), US-amerikanische Malerin
- Matthäus Heilmann (1744–1817), deutscher Instrumentenbauer
- Max Heilmann (1869–1956), deutscher Grafiker und Maler
- Michael Heilmann (Leichtathlet) (* 1961), deutscher Langstreckenläufer
- Michael Heilmann (Politiker) (* 1962), deutscher Politiker
- Michel Diemer-Heilmann (1842–1919), deutscher Politiker (Zentrum)

### N
- Niels Carlo Heilmann (1927–1991), grönländischer Politiker (Atassut) und Fischer
- Nikolaus Heilmann (1903–1945), deutscher Offizier der Waffen-SS
- Nikolaus Leonard Heilmann (1776–1856), deutscher Pastor und Dichter
- Nivi Heilmann, grönländische Handballspielerin und Lehrerin

### O
- Otto Heilmann (Architekt) (1888–1945), deutscher Architekt
- Otto Heilmann (Diplomat) (* 1930), deutscher Diplomat

### P
- Paaviaaraq Heilmann (* 1958), grönländischer Politiker (Siumut), Unternehmer und Skifahrer
- Paul Heilmann (Mediziner) (1888–1954), deutscher Pathologe
- Paul Heilmann (Buchhändler) (1899–1962), deutscher Buchhändler
- Paul Heilmann-Ducommun  (1832–1904), Unternehmer und Erfinder
- Peter Heilmann (1922–2003), deutscher Politiker (KPD/SED) und Agent des MfS
- Peter K. S. Heilmann (1916–2005), grönländischer Lehrer und Landesrat

### R
- Rainer Heilmann (1964–2015), deutscher Fußballspieler
- Rolf Heilmann (* 1960), deutscher Physiker und Hochschullehrer
- Rudolf Heilmann (1819–1905), deutscher Arzt
- Ruth Heilmann (* 1945), grönländische Politikerin und Lehrerin

### S
- Sebastian Heilmann (* 1965), deutscher Politikwissenschaftler
- Simigaq Heilmann (* 1990), grönländische Politikerin (Demokraatit)
- Siverth K. Heilmann (* 1953), grönländischer Politiker (Atassut) und Polizist
- Stephen Heilmann (1941–2019), grönländischer Politiker (Siumut) und Journalist

### T
- Thomas Heilmann (* 1964), deutscher Unternehmer und Politiker (CDU)
- Tobias Heilmann (Politiker, 1873) (1873–1940), grönländischer Katechet und Landesrat
- Tobias Heilmann (Politiker, 1975) (1975–2025), deutscher Politiker (SPD)

### W
- Willibald Heilmann (1928–2006), deutscher Altphilologe
- Wolf-Rüdiger Heilmann (* 1948), deutscher Mathematiker und Aktuar
- Wolfgang Heilmann (Philosoph) (1913–1992), deutscher Philosoph und Hochschullehrer
- Wolfgang Heilmann (Volkswirt) (1930–2022), deutscher Volkswirt und Hochschullehrer